# IRF2
IRF2 (англ. Interferon regulatory factor 2) – білок, який кодується однойменним геном, розташованим у людей на короткому плечі 4-ї хромосоми.  Довжина поліпептидного ланцюга білка становить 349 амінокислот, а молекулярна маса — 39 354.
| 10         |  | 20         |  | 30         |  | 40         |  | 50         |
| ---------- |  | ---------- |  | ---------- |  | ---------- |  | ---------- |
| MPVERMRMRP |  | WLEEQINSNT |  | IPGLKWLNKE |  | KKIFQIPWMH |  | AARHGWDVEK |
| DAPLFRNWAI |  | HTGKHQPGVD |  | KPDPKTWKAN |  | FRCAMNSLPD |  | IEEVKDKSIK |
| KGNNAFRVYR |  | MLPLSERPSK |  | KGKKPKTEKE |  | DKVKHIKQEP |  | VESSLGLSNG |
| VSDLSPEYAV |  | LTSTIKNEVD |  | STVNIIVVGQ |  | SHLDSNIENQ |  | EIVTNPPDIC |
| QVVEVTTESD |  | EQPVSMSELY |  | PLQISPVSSY |  | AESETTDSVP |  | SDEESAEGRP |
| HWRKRNIEGK |  | QYLSNMGTRG |  | SYLLPGMASF |  | VTSNKPDLQV |  | TIKEESNPVP |
| YNSSWPPFQD |  | LPLSSSMTPA |  | SSSSRPDRET |  | RASVIKKTSD |  | ITQARVKSC  |

A: Аланін

C: Цистеїн

D: Аспарагінова кислота

E: Глутамінова кислота

F: Фенілаланін

G: Гліцин

H: Гістидин

I: Ізолейцин

K: Лізин

L: Лейцин

M: Метіонін

N: Аспарагін

P: Пролін

Q: Глутамін

R: Аргінін

S: Серин

T: Треонін

V: Валін

W: Триптофан

Кодований геном білок за функціями належить до репресорів, активаторів, фосфопротеїнів. 
Задіяний у таких біологічних процесах як транскрипція, регуляція транскрипції, ацетиляція, альтернативний сплайсинг. 
Білок має сайт для зв'язування з ДНК. 
Локалізований у ядрі.